# Fiesta popular de Núremberg

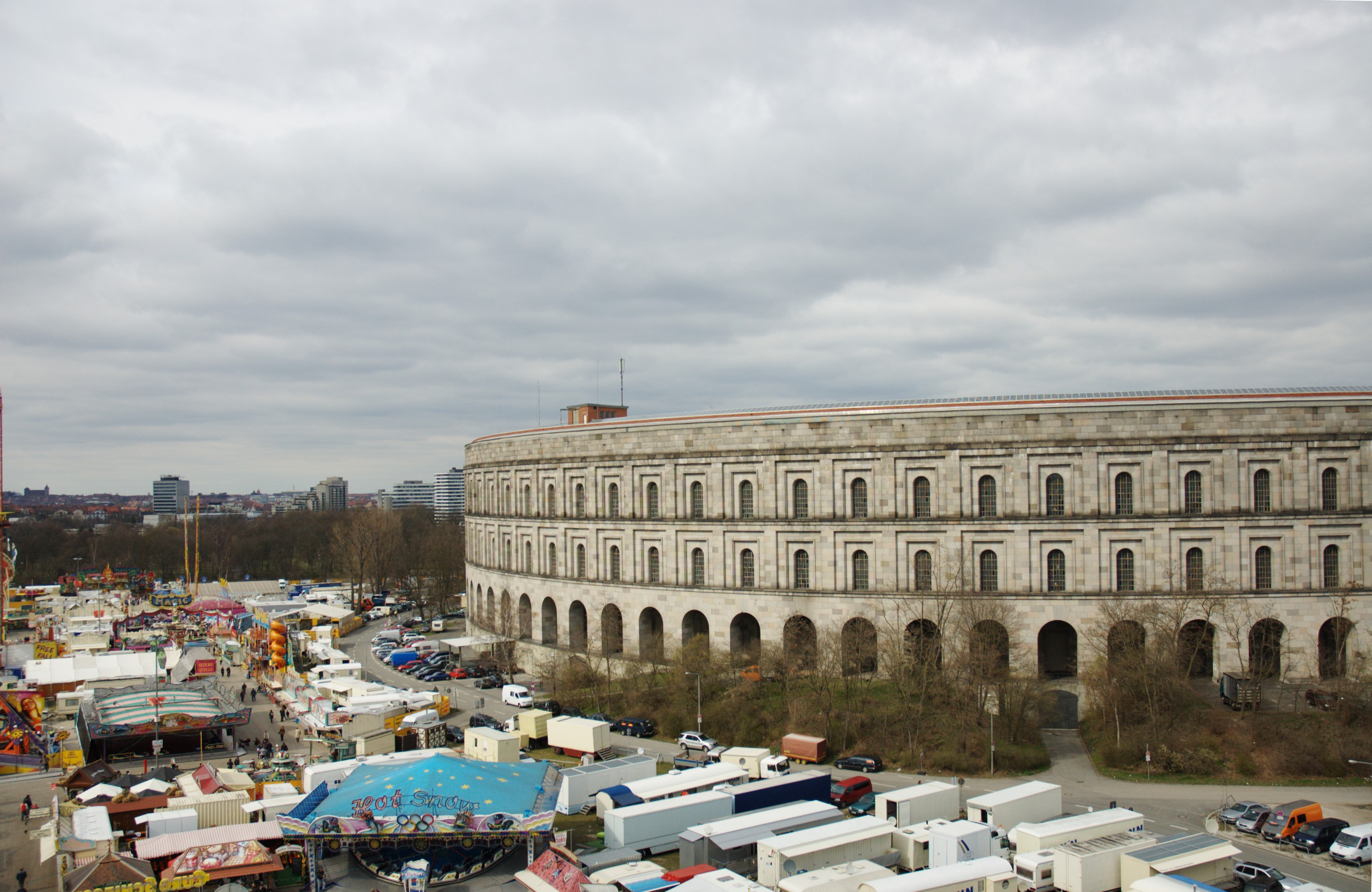
Fiesta de Núremberg en 2008

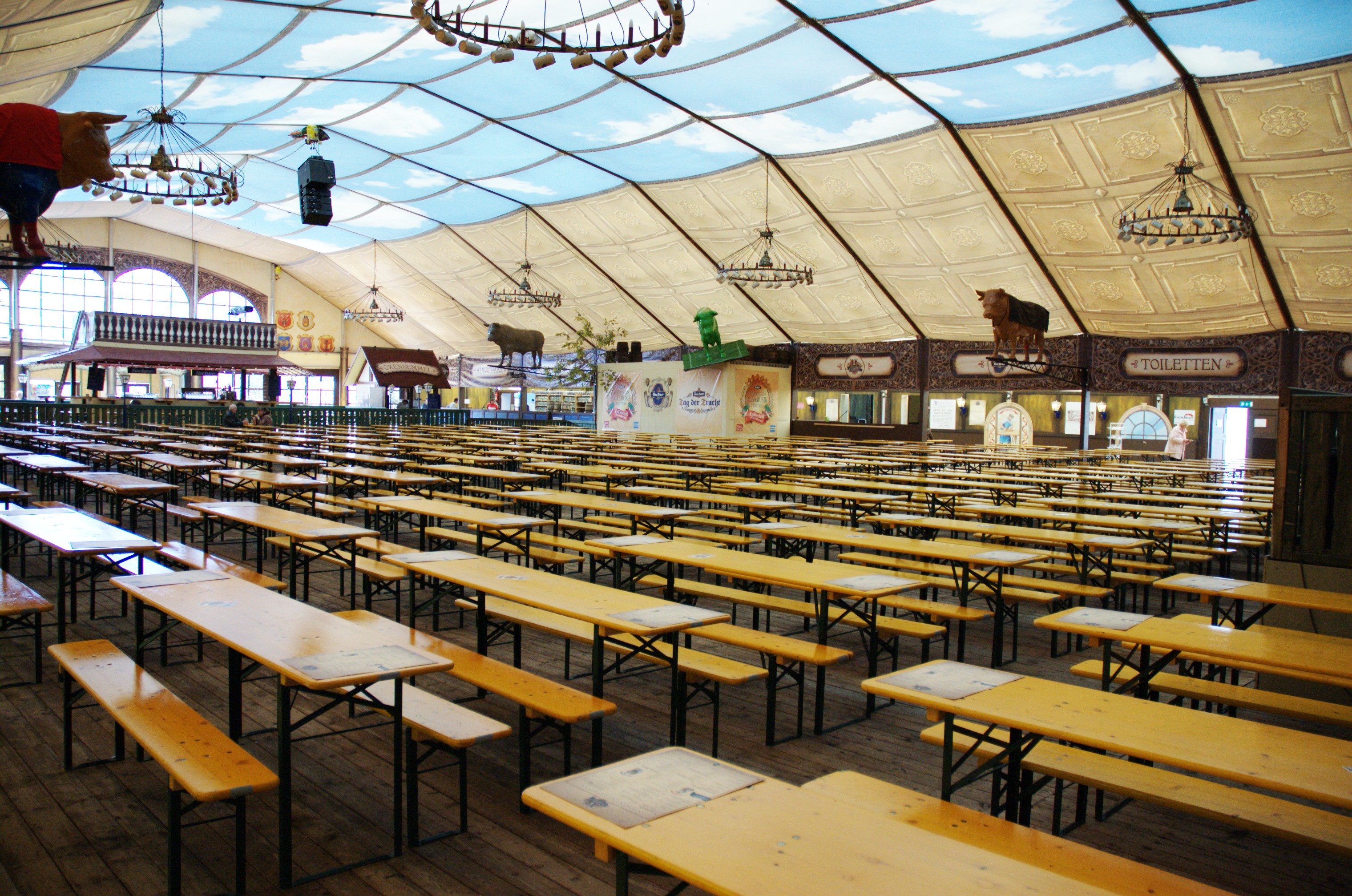
Carpa de cerveza

La Fiesta popular de Núremberg es una Volksfest y festival que tiene lugar en Dutzendteich, uno de los distritos de esta ciudad alemana. Se trata de una feria que se celebra dos veces al año, una en primavera (Nürnberger Frühlingsfest) y otra en otoño (Nürnberger Herbstfest). 

## Historia
La primera fiesta popular de Núremberg se celebró en otoño de 1826 en honor al rey Luis I de Baviera y tuvo lugar en el distrito de Gleißhammer, en Peterheide. Ya en su primera edición el programa de la fiesta incluía un gran desfile, diversos juegos (como carreras de sacos y de huevos) y fuegos artificiales. En 1833, Petherheide fue rebautizado como Ludwigsfiel, y la fiesta se celebró ininterrumpidamente desde ese año hasta 1842.
En el año 1853 la fiesta volvió a celebrarse en Ludwigsfeld. Cuando el rey Maximiliano II de Baviera realizó su primera visita a Núremberg en 1855, el festival se celebró por primera vez en el lugar en el que se encuentra actualmente el parque municipal de la ciudad. Con motivo de esta visita, este parque (antes conocido como Judenbühl) se rebautizó como Maxfeld. A esta celebración la siguieron 16 años en los que la fiesta no se celebró, si bien la tradición se recuperó en 1872. Desde el año 1872 a 1885 esta fiesta se celebró conjuntamente con el Día del Sedán (Sedantag) en Maxfeld;  en  la plaza Plärrer a partir de 1885 y tuvo lugar de nuevo en la plaza de Ludwigfeld a partir de 1887. En 1898 se organizó la primera proyección cinematográfica en Núremberg en el marco de esta fiesta popular. Entre las atracciones se incluían también actuaciones de asociaciones corales o de gimnastas, viajes en globo y saltos en  paracaídas.
La fiesta popular no se celebró durante la Primera Guerra Mundial. A partir de 1919 se realizó en el parque Deutschherrnwiese, cerca del río Pegnitz, y ese mismo año se celebró su segunda edición, tanto en otoño como en primavera. En 1925 se trasladó a la calle Fürther Straße  a un terreno en el que la empresa de venta por catálogo Quelle construyó sus instalaciones más adelante. En 1940 y 1941  la fiesta popular tuvo lugar de nuevo en el parque Deutschherrnwiese antes de que se suspendiera a causa de la guerra.
Nada más acabar la Segunda Guerra Mundial se retomó esta fiesta popular. De 1947 a 1952 tuvo lugar de nuevo en el recinto de la calle Fürther Straße, hasta que en 1953 se llevó a cabo por primera vez en el recinto ferial en Dutzendteich.

## Recinto y transporte
El recinto de esta fiesta popular de Núremberg se encuentra en el suroeste de la ciudad y formó parte del antiguo Campo Zeppelín en Dutzendteich (Núremberg). Al noreste del emplazamiento de esta fiesta popular podemos encontrar el palacio de congresos, además del centro de documentación del Campo Zeppelín y al suroeste de Große Straße. La antigua calle donde se realizaba el desfile se usa durante la fiesta como aparcamiento. 
El emplazamiento comprende unos 100 000 m² y, en la fiesta popular de 2007, durante el periodo primaveral, se instaló un recorrido de 1 114 m de perímetro de empresas de feriantes y carpas.
Cada año los servicios de transporte público local, como el Straßenbahn (tranvía) y los autobuses, ponen a disposición del público un gran número de servicios especiales para desplazarse al emplazamiento de la fiesta. Con motivo de las fiestas populares, los tranvías y los autobuses se adornan con la bandera alemana, así como con la bandera de Franconia, el rastrillo de Franconia.

## Importancia económica
La fiesta popular de Núremberg dura 16 días en primavera y 17 en otoño. El número de visitantes llegó a los 1,6 millones en el otoño de 2007 y en el de 2010. Según los organizadores llegó a los 1,9 millones en la primavera de ese mismo año. En la edición de primavera del año 2007 unas 2000 personas encontraron trabajo en los 169 negocios del recinto.

## Atracciones y ofertas
En la fiesta popular de Núremberg de la primavera de 2007 había dos grandes carpas destinadas a la fiesta además de otras cuatro para la restauración. El abastecimiento culinario corrió a cuenta de los 66 bares y puestos de bebidas o helados se hicieron cargo del aprovisionamiento. Había también 19 atracciones a disposición del público entre ellas la montaña rusa "Olympia Looping", así como 16 atracciones para niños y 7 trenes del terror y atracciones interactivas que los visitantes de la feria podían visitar y explorar, entre otras. Asimismo, los visitantes pudieron divertirse en las 12 casetas de tiro, las 36 tómbolas, así como otras casetas de juegos de azar y habilidad. En el programa también se incluyen dos grandes espectáculos de fuegos artificiales.